# ジョージ・カー (数学者)
ジョージ・シューブリッジ・カー（George Shoobridge Carr、1837年 – 1914年）は、イギリスの数学者。

## 概要
彼が著した『純粋数学要覧』（1886）は、1880年にイギリスで最初に出版され、数学者のシュリニヴァーサ・ラマヌジャンが10代のときによく読み研究した。ラマヌジャンはすでに15歳までに多くの定理を生み出していた。
カーはケンブリッジ大学のトライポス数学試験のプライベートコーチであった。

## 参照
- Amitabha Sen, The Legacy of Mr. Carr, A Gift for the Gifted, parabaas.com, 1999
- Carr, George Shoobridge (1886), A synopsis of elementary results in pure mathematics containing propositions, formulae, and methods of analysis, with abridged demonstrations., Reprinted by Chelsea, 1970, London. Fr. Hodgson. Cambridge. Macmillan and Bowes, ISBN 978-0-8284-0239-2